# Fédération anarchiste-communiste d'Occitanie
La Fédération anarchiste-communiste d'Occitanie ou Federacion anarquista-comunista d'Occitania (1969-1976) a été fondée par Guy Malouvier. Elle a publié, à partir de 1970, Occitania libertaria (Occitanie libertaire),.

## Historique
Selon son fondateur, Guy Malouvier, c'est avec Joan-Pau Verdier, chanteur occitan, et Gérard Bodinier, journaliste au journal Le Provençal qu'a été créée la Fédération anarchiste communiste d’Occitanie (FACO), en parallèle de l’Organisation révolutionnaire anarchiste, l’après-Mai 68 ayant vu l’émergence de la question des nationalités.
La Fédération anarchiste-communiste d'Occitanie défend l’idée d’une fédération socialiste des régions, en rupture avec l’ordre jacobin.
La FACO a compté une quinzaine de groupes et jusqu’à une centaine de militantes et de militants. L’organisation essayait de lier le communisme libertaire à l’émancipation nationale et culturelle. Elle a animé des réunions publiques avec d’autres groupes occitanistes, de tendance marxiste ou simplement nationaliste comme le Partit de la Nacion Occitana (PNO).
Sur le plan linguistique, la FACO se distingue des nationalistes occitans par son refus d’unifier la langue, comme le promeut par exemple François Fontan. Dans Occitania libertaria, on retrouve donc différents idiomes : limousin, gascon, provençal, etc.
La FACO avait pour emblème le drapeau rouge et noir frappé de la croix occitane et de l'Astrada. En manifestation, elle défilait avec les autres organisations anarchistes. Elle avait également de la sympathie pour ETA, en guerre contre l’État franquiste et avec une revue communiste libertaire basque, Askatasuna, qui fut à l’origine de la reconstruction de la Confédération nationale du travail (Espagne) en Euskadi sud à la fin de la dictature.

## Publications
- Le Manifest de Peirigus (Manifeste de Périgueux), Esquisse d'une plateforme politique pour la "Fédération Anarchiste-Communiste d'Occitanie"

## Sources
- Système universitaire de documentation - notice.
- JSTOR : Jean Maitron, Alain Droguet, La Presse anarchiste française de ses origines à nos jours, Le Mouvement social, No. 83, L'Anarchisme ici et la, hier et aujourd'hui (Apr. - Jun., 1973), pp. 9-22 texte intégral.
- Institut international d'histoire sociale (Amsterdam) - notice.
- Centre International de Recherches sur l'Anarchisme (Lausanne) : notice bibliographique.
- Fédération internationale des centres d'études et de documentation libertaires, notice.
- Fédération anarchiste, Histoire du mouvement libertaire 1954-1980, 1969.
- Reproduction de la couverture du n°1 d'Occitanie libertaire.